# NGC 2588
NGC 2588 ist ein offener Sternhaufen im Sternbild Achterdeck des Schiffs und hat eine Winkelausdehnung von 2,0' und eine scheinbare Helligkeit von 11,8 mag. Er wurde am 16. Februar 1836 von John Herschel entdeckt.